# Endeavour River
Der Endeavour River ist ein Fluss der Cape York-Halbinsel im äußersten Norden des australischen Bundesstaates Queensland. 

## Geschichte
Der Endeavour River erhielt seinen jetzt gültigen Namen von James Cook, nachdem dieser gezwungen war im Winter 1770 hier sein Schiff Endeavour am Strand auf seinen flachen Kiel zu setzen und zu reparieren. Das Schiff war in der Nacht zuvor bei Cape Tribulation auf das Endeavour Reef gelaufen, ein Korallenriff im Great Barrier Reef, und dabei erheblich beschädigt worden. 
Kapitän James Cook und seine Mannschaft blieben für fast sieben Wochen in dieser Region und hatten hier Kontakt zu den Aborigines. Die Naturwissenschaftler Joseph Banks und Daniel Solander unternahmen intensive Exkursionen und sammelten zahlreiche Belegexemplare. Sydney Parkinson zeichnete vieles der Fauna und Flora dieser Region. Er malte unter anderem das Weibchen eines Rotschwanz-Rabenkakadus und damit die erste bekannte Illustration eines australischen Papageis.  
Heute liegt Cooktown an der Mündung des Endeavour Rivers. Es ist die nördlichste Stadt an der Ostküste Australiens und wurde 1873 in der Nähe der Landestelle Cooks gegründet.